# Reichsgesetz für Jugendwohlfahrt
Das deutsche Reichsgesetz für Jugendwohlfahrt, kurz RJWG oder Reichsjugendwohlfahrtsgesetz wurde vom Reichstag in dritter Lesung am 14. Juni 1922 „mit großer Mehrheit“ angenommen und am 9. Juli 1922 im Reichsgesetzblatt verkündet.
Es trat aber erst am 1. April 1924 in Kraft und regelte bis 1961 (Westdeutschland) die Jugendwohlfahrt.
Das Gesetz bildete neben der Reichsfürsorgepflichtverordnung die zweite große sozialstaatliche Rahmensetzung der Weimarer Republik. Es sprach jedem deutschen Kind ein „Recht auf Erziehung“ zu, weitete die öffentliche Jugendhilfe erheblich aus und schuf vor allem eine reichseinheitliche Rechtsgrundlage für die Einrichtung von Jugendämtern und Landesjugendämtern.
Flankiert wurde die Einführung des RJWG vom Jugendgerichtsgesetz vom 16. Februar 1923.
Mit der Neubekanntmachung vom 11. August 1961 wurde es, neben einigen inhaltlichen Änderungen, in Gesetz für Jugendwohlfahrt (JWG) umbenannt. 1990 wurde es vom Kinder- und Jugendhilfegesetz im SGB VIII abgelöst.
In der DDR wurde es 1964 durch das Jugendgesetz abgelöst.